# Karla Jessen Williamson
Karla Jessen Williamson (* 1954 in Appamiut) ist eine grönländisch-kanadische Anthropologin.

## Leben
Karla Jessen Williamson wurde am Wohnplatz Appamiut geboren, der um 1960 aufgegeben wurde. Sie wuchs deswegen in Maniitsoq auf. Sie begann eine Ausbildung zur Lehrerin am Ilinniarfissuaq in Nuuk, zog aber 1978 nach Kanada, wo sie 1983 ein Bachelorstudium an der University of Saskatchewan beendete. 1992 schloss sie auch das Masterstudium ab.
Von 2000 bis 2004 war sie Direktorin des Arctic Institute of North America an der University of Calgary. 2006 promovierte sie in Anthropologie an der University of Aberdeen in Schottland. Sie forscht unter anderem zu Kultur- und Geschlechtsbeziehungen mit Fokus auf Inuit.
Sie gehörte der grönländischen Versöhnungskommission an, die 2017 ihre Arbeit abschloss.  2018 gehörte sie kurzzeitig als Beigeordnete der grönländischen Verfassungskommission an.

## Publikationen (Auswahl)
- 1995: Canadian Inuit Teacher Training and Inuit Identity
- 2000: Celestial and Social Families of the Inuit
- 2004: Gender Issues
- 2010: Inuit Way of Knowing: Cosmocentrism and the Role of Teasing in Child Development
- 2010: Inherit my Heaven: Men and women in Greenland